# 陳洵 (同治十年)
陈洵（1871年—1942年），字述叔，别号海绡，是新会县潮连乡人（今广东江门市潮连芝山），生于清朝同治十年（1871年）。死于1942年广州，终年73岁。是生于民国的著名詞人。曾于广州中山大学任教授。由於逃避战火曾经在澳门避难。《長亭怨慢·譚子端家燕巢復毀再賦》是其代表作。

## 生平著作
- 《望江怨》于清末同治年間
- 《宴山亭》于民国1931年
- 《南歌子》于民国1929年潮连乡

註：现存有著作《海绡词》四卷